# Авангард (газета)
«Аванга́рд» — суспільно-масова газета російською та удмуртською мовами, що видається у Вавозькому районі Удмуртії, Росія. Власники газети — Вавозька районна адміністрація та Вавозький комітет з управління майном. Виходить двічі на тиждень.
Газета була заснована 5 лютого 1933 року, коли вийшов її перший номер під назвою «Ленін'я» («Ленинъя», «За Леніним»). Засновниками виступили РК ВКП(б) та виконком районної ради. Видавалась двома мовами. В 1954–1960 роках газета перейменована — «Ленінським шляхом» («По Ленинскому пути»). У зв'язку з ліквідацією району 1960 року вихід газети припинився. 1965 року видавництво було відновлене під сучасною назвою. З 1992 року видається щотижневий додаток «Герд вижиос» («Герд выжыос», «Послідовники Герда») удмуртською мовою (редактор — В. М. Гребіна).
Редактори: Н. М. Хохряков, С. С. Корепанов, С. С. Іванов, В. С. Антропов, К. В. Смірнов, А. Є. Комаров, Н. І. Бушмакін, Н. Д. Колзін.